# قرقیسیا
قرقیسیا (به لاتین: Circesium) شهری بود در استان باستانی خسروان از امپراتوری روم.
شهر امروزی بصیره در استان دیرالزور سوریه در محل قرقیسیای قدیم قرار دارد.
محل قرقیسیا در شمال سوریه است که در بین فرات و سرچشمه رودی بنام خابور قرار دارد. این شهر حدود ۱۰۰ کیلومتر با مرزهای امروزی عراق و ۲۰۰ کیلومتر با مرزهای امروزی ترکیه فاصله داشت و در نزدیکی شهر دیرالزور است.

## پیشینه
قرقیسیا در زمان ژوویان، امپراتور روم، برپایه پیمان‌نامه‌ای به ایرانیان واگذار شد.
این شهر در سال ۱۹ هجری به دست مسلمانان افتاد و تلفظ نام لاتین آن در زبان‌های مسلمانان به صورت قرقیسیا درآمد.
در کتاب جغرافیای تاریخی سرزمین‌های خلافت شرقی درباره قرقیسیا چنین توضیح داده شده‌است: 
در حدود دویست میلی پایین رقه، قرقیسیا که همان کرکیسیوم قدیم است، در ساحل چپ فرات جایی که رودخانه خابور آب‌های زیادی خود را در آن می‌ریزد واقع است . ابن حوقل درباره قرقیسیا گوید شهری زیبا است که در آغوش باغستانی قرار داد . یاقوت و حمدالله مستوفی هر دو آن را محلی دانسته‌اند که کوچکتر از رحبه که شش فرسخی قرقیسیا و در جانب غربی فرات است.
به باور مسلمانان در این محل در آینده نبردی به نام نبرد قرقیسیا روی خواهد داد که «مانند آن دیده نشده و نخواهد شد».